# Ángel de la Calle
Ángel de la Calle Hernández (Molinillo, 1958) è un illustratore, autore e critico del fumetto spagnolo.

## Biografia
Iniziò la sua carriera professionale negli anni '70, collaborando con diverse riviste spagnole come "Star" (1977-79), "Rambla" (1983-85), "Comix Internacional" (1985-86), "Zona 84" (1987), "El Vibora" (1987) ed europee come la svizzera "Tung Metal", la francese "Fantastik" e la statunitense Heavy Metal. Dal 1987 è tra gli organizzatori della "Semana Negra de Gijón".
Nel corso degli anni novanta si è occupato di illustrazione grafica e ha realizzato alcuni storyboards per la pubblicità e per il film di Gonzalo Suárez "El lado oscuro" (1991).
Nel 1996 comincia a collaborare con i periodici asturiani "La Nueva España" e "El Comercio". Partecipa alla fondazione delle "Jornadas Internacionales del Cómic Villa de Avilés".
Dal 1999 è direttore, insieme a Jorge Iván Argiz, della rivista "Dentro de la Viñeta".
Nel 2003 pubblica il primo volume della sua opera più importante: "Modotti, una mujer del siglo XX", una biografia a fumetti della fotografa italiana Tina Modotti (1896-1942), edita in Italia da 001 edizioni.
Dà vita anche a una serie autobiografica intitolata "Diarios de festival" (2006) e pubblica due libri teorici: "Hugo Pratt. La mano de dios" (2007) e "El Hombre Enmascarado: En el sendero" (2007).